# Godār Chītī
Godār Chītī (persiska: گدارچیتی) är en ort i Iran.   Den ligger i provinsen Khuzestan, i den centrala delen av landet, 600 km söder om huvudstaden Teheran. Godār Chītī ligger 39 meter över havet och antalet invånare är 459.
Terrängen runt Godār Chītī är platt åt sydväst, men åt nordost är den kuperad.Runt Godār Chītī är det ganska tätbefolkat, med 62 invånare per kvadratkilometer. Närmaste större samhälle är Aghajari, 12,7 km norr om Godār Chītī. Omgivningarna runt Godār Chītī är i huvudsak ett öppet busklandskap.